# Callicercops iridocrossa
Callicercops iridocrossa là một loài bướm đêm thuộc họ Gracillariidae. Nó được tìm thấy ở Trung Quốc (Vân Nam, Tứ Xuyên, Hồng Kông) và Nhật Bản (quần đảo Ryukyu).
Sải cánh dài 9.2-11.8 mm.
Ấu trùng ăn Bauhinia japonica. Chúng có thể ăn lá nơi chúng làm tổ.